# لوسيوس سايمور ستورس
لوسيوس سايمور ستورس (بالإنجليزية: Lucius Seymour Storrs)‏ هو مهندس أمريكي، ولد في 4 يناير 1869 في بوفالو في الولايات المتحدة، وتوفي في 4 يوليو 1945 في نورثهامبتون في الولايات المتحدة.